# ضيفد رؤيسي
ضيفد رؤيسي (الاسم العلمي:Dyschoriste capitata) هو نوع من النباتات يتبع جنس الضيفد من الفصيلة الأقنتية.